# Kverrestads kyrka
Kverrestads kyrka är en kyrkobyggnad i Kvärrestad. Den tillhör Smedstorps församling i Lunds stift.

## Kyrkobyggnaden
Den nuvarande kyrkan byggdes 1871–1873 i nyklassicistisk stil. Tidigare hade Kverrestads socken en medeltida kyrka i romansk stil. Kyrkan har ett torn med spira samt en tresidig smalare sakristia. Invigningen av kyrkan skedde söndagen 2 november 1873 av tillförordnade kontraktsprosten dr. Samuel Eckerbom assisterad av församlingens kyrkoherde prosten Georg Fredrik Hollenius (1797-1891) , prostarna Sjöstedt och Norrström, kyrkoherden Nordholm och pastorsadjunkterna Brandt och Hollenius. Över 1500 personer närvarade. Byggmästare för byggnaden var Peter Eneberg från Kivik. Arkitekt var Johan Fredrik Åbom vid Överintendentsämbetet i Stockholm.

## Inventarier
Från den gamla kyrkan finns den gamla romanska dopfunten bevarad. Likaså predikstolen från 1600-talets början. Även Karl XI:s monogram och Sveriges riksvapen, skuret i trä är bevarade från gamla kyrkan.

### Orgel
- 1870 byggde Nilsson en orgel med 4 stämmor.
- 1899 flyttades en orgel hit från Oxie kyrka. Den var byggd 1855 av Sven Fogelberg, Lund och hade 10 stämmor.
- Den nuvarande orgeln byggdes 1964 av A. Mårtenssons Orgelfabrik AB, Lund och är en mekanisk orgel.

| Huvudverk I   | Svällverk II      | Pedal         | Koppel  |
| Principal 8'  | Gedackt 8'        | Subbas 16´    | I/P     |
| Rörflöjt 8'   | Rörflöjt 4'       | Spetsflöjt 8' | II/P    |
| Oktava 4'     | Kvintadena 4'     |               | II/I    |
| Waldflöjt 2'  | Principal 2'      |               | II 4'/P |
| Mixtur 3 chor | Sivflöjt 1 1/3'   |               |         |
|               | Crescendosvällare |               |         |

## Bildgalleri

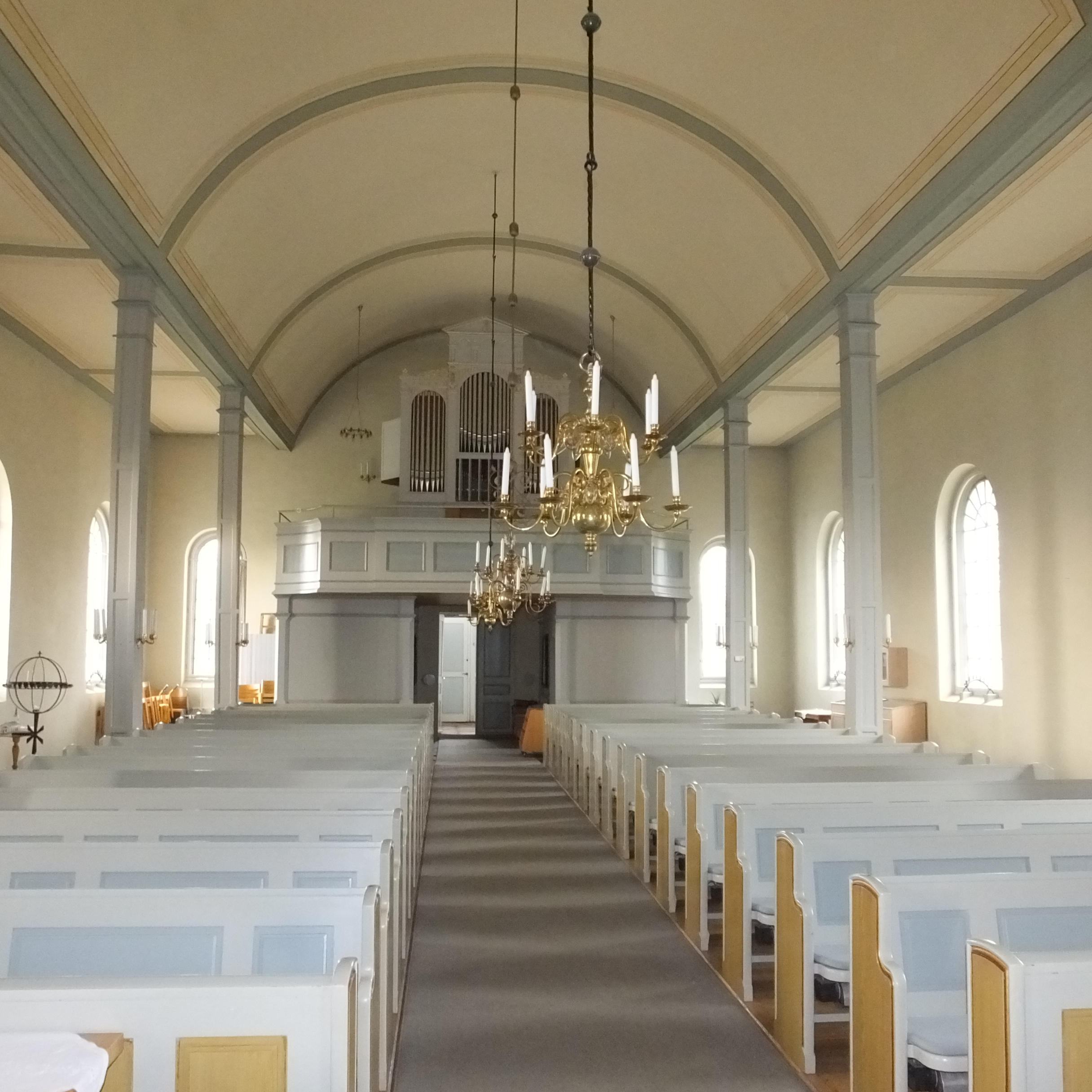
Kyrkorum mot väster
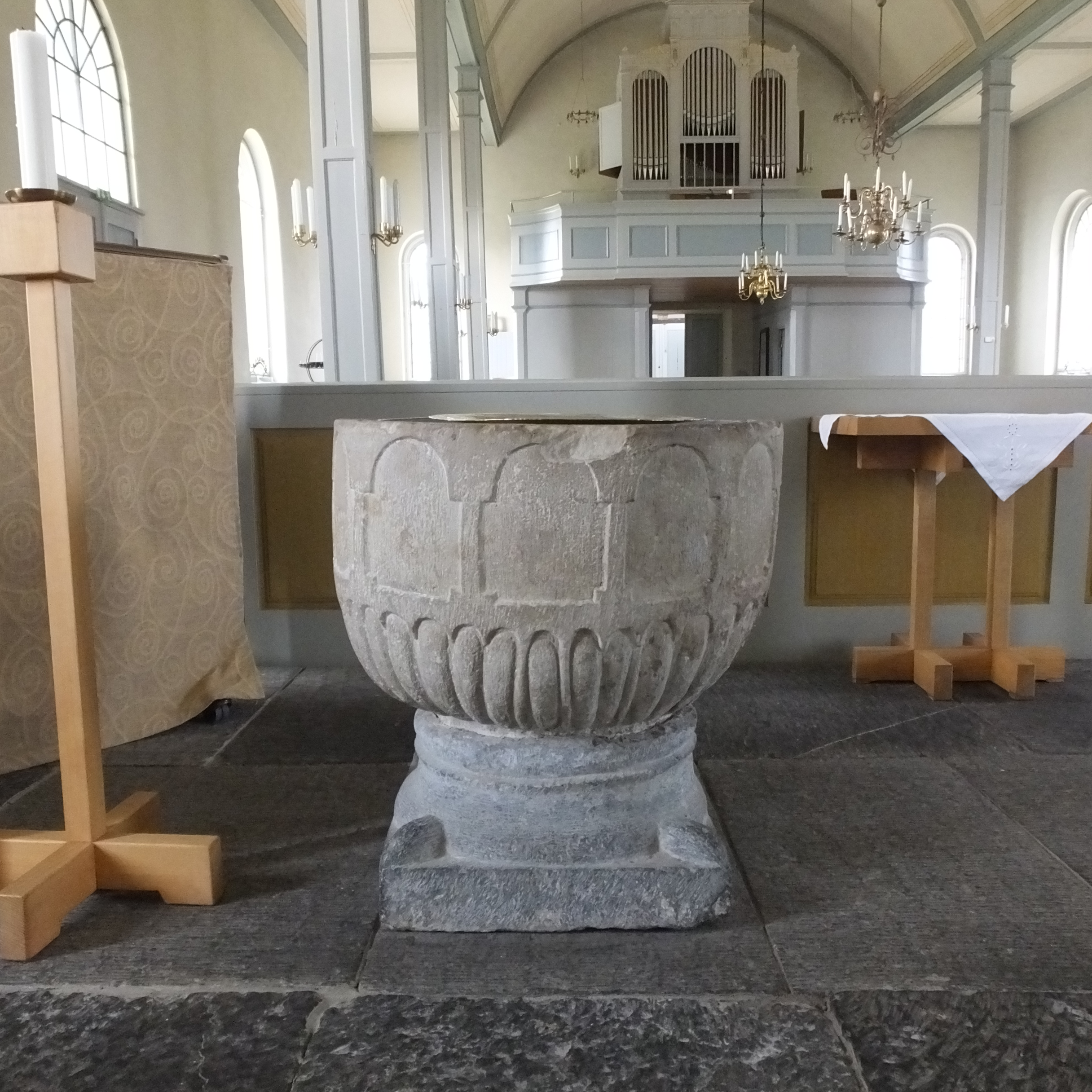
Dopfunt
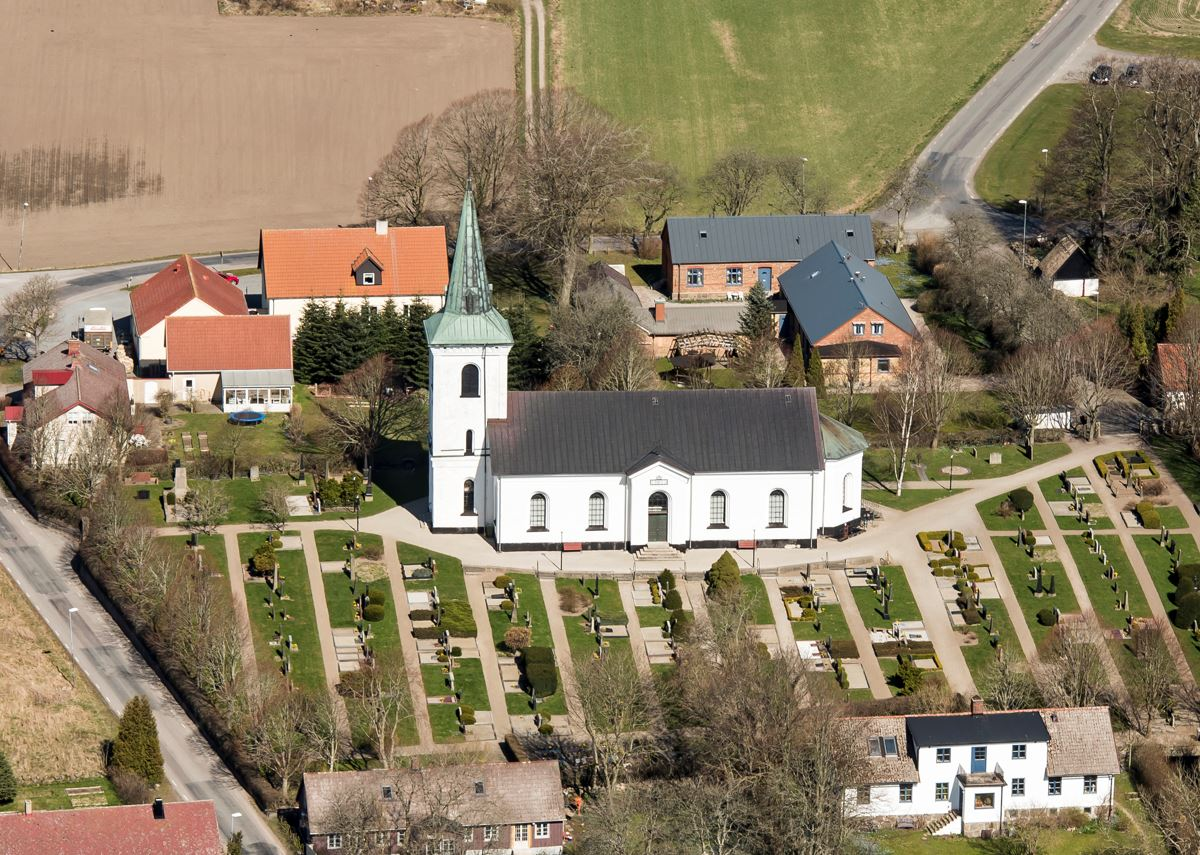
Flygfoto